# One If by Clam, Two If by Sea
One If by Clam, Two If by Sea («Один, если с устрицы; два, если с моря») — четвёртая серия третьего сезона мультсериала «Гриффины». Премьерный показ состоялся 1 августа 2001 года на канале FOX. В России премьерный показ состоялся 1 августа 2002 года на канале Рен-ТВ.

## Сюжет
Куахог подвергается нашествию разрушительного урагана. Дом Гриффинов пострадал не сильно, но в городе крупные разрушения. Хотя «Пьяная устрица» и не пострадала, владелец бара Гораций продаёт заведение.
Новый владелец, англичанин по имени Найджел Пинчли, превращает «Устрицу» в стереотипный британский паб, дав ему название «Голова пьяной устрицы». Расстроенные потерей своего любимого бара и отчаявшись найти ещё один подобный, Питер, Куагмир, Кливленд и Джо пытаются устроить собственную «войну за независимость США», поливая пивом посетителей. Затея не удаётся, и тогда друзья захватывают английский корабль в попытке воссоздать Бостонское чаепитие, только с пивом (Quahog Beer Party).
Той же ночью паб загадочным образом сгорает. Судя по всему, в пожаре виновато огромное огнедышащее насекомое. Четвёрка друзей брошена за решетку по анонимному доносу (от того самого насекомого). В тюрьме их встречает преступник Стив Белло́ус, имеющий счёты к Джо; он собирается убить их всех в самом скором времени.
Жёны (Лоис, Лоретта и Бонни) не могут поверить, что их мужья сожгли своё любимое заведение, а Найджел, оказывается, застраховал свой паб за день до пожара. Зная, что Найджел неравнодушен к ней, Лоис хочет выудить из него правду, спрятав своих подруг рядом как свидетельниц. Однако свидетельницы оказываются ненадежными и единственным, кто слышал признание Найджела, оказывается его страховой агент, сидевший в шкафу.
Тем временем в тюрьме четверых друзей освобождают за считанные минуты перед приходом Беллоуса. Увидев пустую камеру, он тыкает ножом сам в себя и внезапно осознаёт, что достоин тюремного заключения.
Тем временем Стьюи пытается отучить Элизу, дочь Найджела, от акцента кокни и обучить «настоящему» английскому языку. Стьюи даже держит пари с Брайаном, что к своему дню рождения она станет «настоящей леди». Действительно, уроки Стьюи делают своё дело и на своём дне рождения Элиза говорит идеально, но лишь до тех пор, пока она не опи́салась, после чего она вновь срывается на свой акцент, и Стьюи проигрывает спор.
Питер, Куагмир, Кливленд, Джо и их жёны отмечают успешное завершение дела в «Пьяной устрице», которую Гораций выкупил обратно и вернул в первозданный вид. За обман страховой компании Найджела вешают в лондонском Тауэре, а Элизу отправляют в детский дом. Та пишет письмо Стьюи, в котором клянётся отомстить, убив Лоис, как только выберется из заведения. После этого Стьюи влюбляется в девочку ещё больше.

## Создание
Авторы сценария: Джим Бернштейн и Майк Шипли
Режиссёр: Дэн Повенмайер
Приглашённые знаменитости: Хью Лори (в роли англичанина, объясняющего правила игры в крикет), Алан Ширман, Дженифер Тилли, Тара Стронг и Эдвард Аснер (в роли Стива Беллоуса)